# Leucochrysa luctuosa
Leucochrysa luctuosa är en insektsart som beskrevs av Banks 1914. Leucochrysa luctuosa ingår i släktet Leucochrysa och familjen guldögonsländor. Inga underarter finns listade i Catalogue of Life.